# 王應 (朝城舉人)
王應（？—？），山東朝城县人，明朝政治人物。

## 生平
嘉靖元年（1522年）壬午科山東鄉試舉人，十一年（1532年）出任河南杞县知县，性格嚴毅精明，县中有不法之徒，暗中调查清楚，尽置于法。于是远近震慑，豪强不敢违法。十四年十一月选授山西道试監察御史，十五年五月实授，弹劾尚書张云荐人不当，十七年巡按直隶。
初在南泉书院教授生徒，作官后延请教师，敎授贫困士人，肄业其中。